# Real Brothas
Real Brothas – debiutancki album amerykańskiego duetu hip-hopowego B.G. Knocc Outa oraz Dresta'y wydany 15 sierpnia 1995 roku nakładem wytwórni Def Jam Recordings. Wydawnictwo zadebiutowało na 128. miejscu notowania Billboard 200 oraz 15. miejscu Top R&B/Hip-Hop Albums.

## Lista utworów
| #  | Tytuł                                  | Producent                 | Sample / uwagi | Czas |
| -- | -------------------------------------- | ------------------------- | --- | ---- |
| 1  | "Everyday Allday"                      | Madness 4 Real Doctor Jam | - Lakeside – "Fantastic Voyage" - Gitara, gitara basowa: Mike "Crazy Neck" Sims | 3:15 |
| 2  | "Jealousy" (feat. Mo)                  | Madness 4 Real Doctor Jam | - Gitara, gitara basowa: Mike "Crazy Neck" Sims | 4:30 |
| 3  | "Whose The 'G'"                        | Vic C                     | | 4:09 |
| 4  | "Compton Swangin'" (feat. La Tee)      | Charlie B                 | - Kool and the Gang – "Hollywood Swinging" - Mix Master Spade – "Genius Is Back" | 3:47 |
| 5  | "Life's A Puzzle" (feat. L.V., La Tee) | Charlie B                 | - Grandmaster Flash and the Furious Five – "The Message" - Aaliyah – "Back & Forth" | 4:22 |
| 6  | "B.G. Knocc Out"                       | Charlie B                 | - Al Green – "I’m Glad You're Mine" | 5:35 |
| 7  | "Compton Hoe"                          | Rhythm D                  | - The Honey Drippers – "Impeach the President" - Tom Browne – "Forever More" | 4:58 |
| 8  | "Micc Checc"                           | Madness 4 Real Doctor Jam | - Gitara, gitara basowa: Mike "Crazy Neck" Sims | 4:20 |
| 9  | "Compton & Watts"                      | Rhythm D                  | - Brick – "Dazz" - Dr. Dre – "Nuthin’ but a "G" Thang" | 4:21 |
| 10 | "50/50 Luv"                            | Rhythm D                  | - Teddy Pendergrass – "When Somebody Loves You Back" | 4:31 |
| 11 | "Real Brothas"                         | Rhythm D                  | | 4:31 |
| 12 | "Do Or Die" (feat. La Tee)             | Charlie B                 | | 4:57 |
| 13 | "Take A Ride"                          | Rhythm D                  | - Vaughan Mason and Crew – "Bounce, Rock, Skate, Roll" | 4:24 |
| 14 | "Down Goes Anotha Nigga"               | Rhythm D                  | - Tom Scott and The L.A. Express – "Sneakin' in the Back" - Ice Cube – "Check Yo Self" | 4:15 |
| 15 | "D.P.G./K"                             | Madness 4 Real Doctor Jam | - Curtis Mayfield – "(Don't Worry) If There’s a Hell Below, We're All Going to Go" - Eazy-E – "Eazy-er Said Than Dunn" - Eazy-E – "Still Talkin'" - Eazy-E – "Real Muthaphuckkin G’s" - Eazy-E – "Exxtra Special Thankz" - Ice Cube – "Better Off Dead" - Ice Cube – "The Funeral (Intro)" - DJ Quik – "Way 2 Fonky" - Scratche: DJ Nut | 3:55 |

## Notowania
| Rok  | Tytuł        | Notowanie | Notowanie | Notowanie |
| Rok  | Tytuł        | USA 200   | USA R&B   | USA Heat. |
| ---- | ------------ | --------- | --------- | --------- |
| 1995 | Real Brothas | 128       | 15        | 15        |

| Rok  | Utwór       | Notowanie      |
| Rok  | Utwór       | Hot Rap Tracks |
| ---- | ----------- | -------------- |
| 1995 | "50/50 Luv" | 27             |
| 1995 | "Jealousy"  | —              |
| 1995 | "D.P.G./K"  | —              |